# Едм Маріотт
Едм Маріотт (фр. Edme Mariotte; 1620, Діжон — 1684, Париж) — абат, французький фізик і ботанік XVII століття, народився в Бургундії 1620 року.

## Біографія

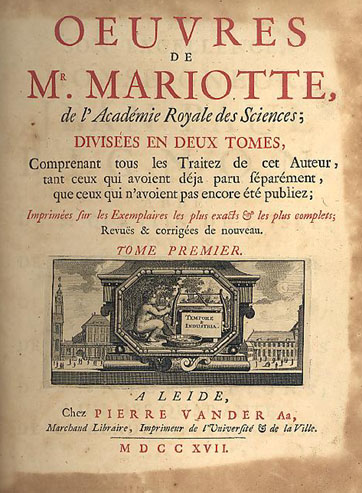
Видання творів Маріотта Œuvres de M. Mariotte (1717)

Проживав поблизу Діжона і був пріором в містечку Сан-Мартен-су-Бон (St. Martin sous Beaune). Маріотт був одним із фундаторів (1666) і перших членів Академії наук, заснованої в Парижі. Помер в Парижі 1684 року.
До найважливіших праць Маріотта належить його «Essais de physique» (4 випуски, 1676—1681); з них найвідоміший другий випуск: «De la nature de l'air» (1679), що містить виклад відомої залежності між пружністю газу та його об'ємом; той самий закон був винайдений на 17 років раніше Бойлем і зазвичай його називають «законом Бойля-Маріотта».
Інші «Essais» стосуються питань природи і руху рідин, падіння тіл і т. д.; четвертий є цікавою монографією про кольори і барви з фізичної та фізіологічної перспективи; серед великої кількості цікавих спостережень Маріотта слід зазначити відкриття їм сліпої плями в оці.
Збірник "Recueil des ouvrages de MM. de l'Académie des Science «(Париж, 1693) і перший том» «Histoire et Mémoires de l'Académie» містять багато статтей Маріотта з гідродинаміки; виходячи з висновків Галілея і Торрічеллі, Маріотт приходить до важливих висновків про перебіг рідин, про труби, про тиск всередині труб, про рівновагу рідких тіл і т. д.
Праці Маріотта були опубліковані у виданні «Œuvres de Mariotte» (2-ге видання, 2 т. Лейден, 1717 і 2 т. Гаага, 1740).